# Reptiliomorfs
Els reptiliomorfs (Reptiliomorpha) són un clade que agrupa els tetràpodes que combinen tant característiques de rèptil com d'amfibi. Aparegueren a principis del període Carbonífer, amb formes tant aquàtiques com terrestres. A mitjans del període Permià s'havien extingit totes les formes terrestres, sobrevivint només la família dels croniosúquids i el grup dels amniotes (que aparegueren a finals del Carbonífer) a l'extinció permiana. Els primers s'extingiren a finals del Triàsic inferior, mentre que els amniotes prosperaren i continuaren diversificant-se.